# 山形藩
山形藩（やまがたはん）は、出羽（羽前）村山郡山形（現在の山形県山形市）に居城（山形城）を置いた藩。本項目では山形藩と関係の深い大森藩（おおもりはん）、朝日山藩（あさひやまはん）についても記述する。

## 概要
もとは在地の戦国大名として山形を支配した最上家が、幕藩体制下では外様大名として57万石の大藩として治めた。しかし最上家が改易され、徳川家譜代の鳥居家や保科家（御家門会津松平家の前身）の時代になると、東北地方における徳川藩屏として君臨し、この時期の所領は20万石前後の中藩になった。
だが保科家が会津藩に移封されて幕藩体制が確立すると、山形藩は幕府重職から失脚した幕閣の左遷地となり、親藩・譜代大名の領主が12家にわたって頻繁に入れ替わった。しかもこの時期の所領は6万石、多くても10万石程度の小藩となり、藩主も譜代大名のため在国より江戸滞在が長期化し、所領も関東に飛び地が存在していたことから藩政は不安定だった。

## 藩史

### 最上家

#### 最上義光：（前史）安土桃山時代まで
山形藩の藩祖は戦国時代よりこの地を支配していた最上義光である。最上氏は室町幕府より羽州探題を任じられた斯波兼頼を祖とする名門だが、戦国時代に入ると一族間の相続争いと重臣間の対立、隣国伊達氏の内政干渉などにより衰退していた。この中で最上氏第11代として登場したのが義光である。彼は父義守と対立して抗争を起こし、父を出家隠居させて強引に当主となった。しかし天正2年（1574年）に義光の度重なる強引な施策に激怒した義守は娘婿伊達輝宗の支援を得て反乱を起こした（天正最上の乱）。だが義光には家中の宿老が味方し、義守に味方したのは最上宗家に対して反抗・自立心の根強い天童頼長ら村山郡における豪族だけだった。結局、争いは義光と伊達氏が白鳥氏の仲介で和議を結び、最上氏をまとめた義光は以後村山郡の領国化を推進した。
その後も義光は細川氏、鮭延秀綱らを攻めて最上地方を平定。また庄内地方にも進出し、同地を支配していた大宝寺義氏を天正11年（1583年）に滅ぼした。川西地方（最上川西岸）も白鳥氏を謀殺し、大江氏を自害に追い込んで平定した。だが庄内の豪族には隣国越後の上杉景勝の支援を受けて反抗する者もおり、特に義氏の跡を継いだ実弟の義興に至っては景勝の重臣本庄繁長の次男義勝を養子にして義光に反抗した。天正15年（1587年）10月、義光は義興を攻めて自害させ、庄内を完全に制圧した。しかしこの義光の行為は当時豊臣秀吉に臣従していた上杉家に対する軍事行動で、また秀吉の出した関東・奥羽両国惣無事令に違反するものでもあり、以後庄内は上杉を後ろ盾とした本庄繁長と最上義光の抗争の地となった。
天正16年（1588年）8月、最上氏が大崎合戦への救援に向かい庄内が手薄になっているのをみた本庄軍は軍事行動を起こした。この時、義光の本隊は救援が間に合わず、庄内在地の東禅寺氏や中山氏ら最上方豪族の連合軍が鶴岡と大山の中間に位置する十五里ヶ原で激突した（十五里ヶ原の戦い）。この戦いで最上方は大敗し、庄内を失った。またこの頃には徳川家康の仲介を受けて義光は早く上洛するように求められており、義光はこれを受けて家臣を上洛させて秀吉に謁見させている。天正18年（1590年）に秀吉が小田原征伐を開始すると、家康から小田原参陣の要請を受けた義光は6月に参陣したことから所領13万石を安堵された。義光は次男家親を家康の近侍として差し出し、一方で秀吉にも三男義親と愛娘駒姫を差し出してお家の安泰を図った。しかし文禄4年（1595年）に秀次事件が起きると、秀次の愛妾だった駒姫は処刑され、義光も聚楽第に拘禁された。

#### 最上義光：関ヶ原の戦いと以後
このため豊臣家に対して不満を抱いた義光は、秀吉没後の慶長5年（1600年）の関ヶ原の戦いで東軍方（徳川）に就いて西軍方で越後から会津藩に移封されていた上杉景勝と戦った。最上軍は兵力では圧倒的に不利だったが、上杉軍を相手に各地で奮戦した。9月30日に関ヶ原で西軍本隊が壊滅した情報が入ると、最上領に侵攻していた上杉軍は全軍撤退が行なわれて攻守逆転。義光は先年に奪われていた庄内も奪い返し、慶長6年（1601年）8月に家康の関ヶ原における戦後処理において最上家には大幅に加増されて57万石（52万石説もある）の大大名となり、義光はその初代藩主として君臨した。
最上家は置賜郡を除く山形県全域と秋田県の一部を有して57万石といわれるが、21万石、51万石、57万石の諸説がある。これは家康の朱印状が存在しておらず、公認されていた所領高が不明な点もある。また山形は肥沃な地で、57万石はあくまでも表高であり、内高は100万石に近かったとする説がある。
義光は慶長16年（1611年）から翌年にかけて庄内・由利において検地を実施。また開発・開削を実施し、城郭を拡大して街道を整備し、水運を発展させて山形を軍事都市としてだけでなく、東北における政治経済の中心地とした。

#### 御家騒動と改易
だが最上家中には、義光が勢力拡大をするに及んで従わせた豪族や豊臣家への奉公を考える反主流派と、関ヶ原で取り立てられ徳川家への奉公を考える主流派の抗争があり、この争いは反主流派に担がれていた義光の嫡男義康が殺害されるに及んで頂点に達した。慶長19年（1614年）1月に義光が死去し、次男の家親が第2代藩主になると、6月に反主流派は庄内の一粟兵部が反乱を起こすという軍事行動を起こした。これは一粟が主流派の志村光惟と下秀実を殺害して起こしたもので、この反乱を鎮圧した家親は反主流派に担がれていた実弟の清水義親を殺害した。これで御家騒動は一段落したに見えたが、元和3年（1617年）3月に家親が山形において急死したことにより、内紛が再燃した。家親の後継者には息子の家信(後の義俊、義光の孫)が立てられたが、わずか13歳の少年のため、幕府から厳しい内政干渉を受けての相続だった。
元和8年（1622年）8月、最上家は家親変死の訴えの他、家親の弟山野辺義忠を擁立しての反主流派の蠢動などいわゆる最上騒動と呼ばれるお家騒動のため、武家諸法度違反により改易となった。義俊には近江大森藩にわずか1万石をもって転封となる。

### 鳥居家

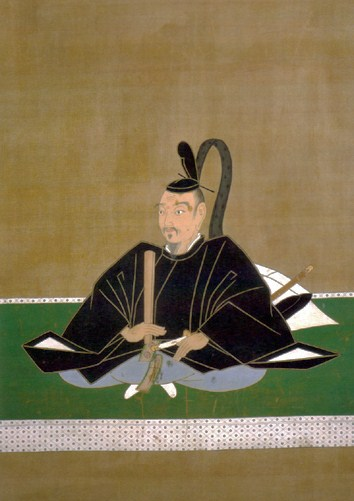
鳥居忠政の父、鳥居元忠

最上家改易後、その旧領には出羽新庄藩から上山藩、本荘藩、鶴岡藩など様々な藩が立藩された。山形藩には20万石とも22万石とも、24万石ともいわれる石高で、徳川家譜代の重臣で磐城平藩12万石から加増移封された鳥居忠政が入部した。忠政は関ヶ原合戦の前哨戦となった伏見城の戦いで宇喜多秀家率いる西軍相手に奮戦して討死した鳥居元忠の嫡子である。幕府は元忠同様に忠政を信任しており、この山形移封は東国の押さえのためだった。実際、庄内藩及び左沢藩の酒井家（各14万石・1万2千石）や新庄藩の戸沢家（6万石）、上山藩の能見松平家（4万石）は鳥居家と姻戚関係にあり、東北に存在する米沢藩（30万石）の上杉家、仙台藩（62万石）の伊達家、久保田藩（20万石）の佐竹家を備えるための移封だったと推測されている。
忠政は領地を加増された上、軍事的な意味から転封されたので家臣団の増強と軍事組織の編成を行なった。また元和9年（1623年）から翌年にかけて元和検地を実施し、城下町の改造や整備を行なった。
忠政は寛永5年（1628年）9月に死去し、家督は嫡子の忠恒が継いだ。しかし忠恒は病弱で公務が務まらず、嗣子が無いまま寛永13年（1636年）に継嗣が無く33歳で病死したので、末期養子の禁令に触れてしまい、鳥居家は改易となった。のち、幕府は忠政の父・元忠の勲功が大きい事を考慮して、忠恒の異母弟忠春が信濃高遠藩に3万石（3万2000石とも）で鳥居家を継ぎ立藩している。
この鳥居家の改易に関して大政参与の井伊直孝が「世嗣の事をも望み請ひ申さざる条、憲法を背きて、上をなみし奉るに似たり」とした上で「斯くの如き輩は懲らされずんば、向後、不義不忠の御家人等、何を以て戒めんや」としたため、幕府は「末期に及び不法のこと申請せし」（寛政重修諸家譜）として、所領没収となった。ただし、鳥居忠政と井伊直勝（直孝の兄）の時に直勝の正室（忠政の娘）の処遇をめぐって両家は対立しており、直孝もその旧怨から鳥居家を改易に追い込んだという説もある。

### 保科正之

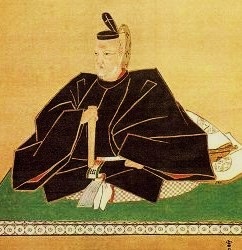
保科正之

鳥居家改易後、保科正之が寛永13年（1636年）7月に信濃高遠藩3万石から山形20万石に加増移封された。正之は徳川秀忠の息子で、家光の異母弟である。しかし3万石の身代がいきなり20万石となったことから、急ぎ家臣団の増強を図ることを余儀なくされた。そこで家光より命じられ、改易された鳥居家の旧臣の召抱えを行なったが、正之は鳥居家旧臣も人柄を見て召抱えたという。
正之は奉行制度を整備して民政を整え、家臣の掟として「家中仕置」18条と「道中法度」13条を制定し、武芸・忠孝・質素倹約から喧嘩口論・大酒好色の禁止などを定めた。また正之は寛永15年（1638年）から翌年にかけて藩内検地を行なった。寛永20年（1643年）7月、3万石加増の23万石で陸奥会津藩へ加増移封された。

### 松平直基（結城松平家）
正保元年（1644年）に結城松平家の松平直基が越前大野藩5万石より10万石加増の15万石で山形に入部した。直基は徳川家康の次男結城秀康の五男である。郷村支配のために大庄屋制を定めた。これは移封が極端に多かった山形藩では地元の土豪など有力者を登用することで藩政に妥協的体制を図り、なおかつ地元に精通する役人が少ない譜代大名にとっては特に有効となった。ただ、保科家の時代より山形藩領が5万石少なくなって村山郡の幕府領は山形より大きくなり、また諸藩の領地にも分割されることになった。
直基は慶安元年（1648年）6月、播磨姫路藩に転封となった。

### 松平忠弘（奥平松平家）
松平直基と入れ替わる形で、石高も15万石と同じで奥平松平家の松平忠弘が入部した。忠弘は家康の重臣奥平信昌と徳川家康の長女亀姫との間に生まれた四男松平忠明の子である。寛文8年（1668年）8月、下野宇都宮藩に移封された。

### 奥平昌能・昌章
松平忠弘と入れ替わりで下野宇都宮藩から奥平昌能が2万石減封の9万石で入部する。奥平昌能の父忠昌は前藩主松平忠弘と従兄弟なので同族である。しかし忠昌が死去した際、寵臣杉浦右衛門兵衛が殉死、これが5年前に殉死を禁じた幕府の法令に触れてしまう（追腹一件）。また忠昌の27日法要で不祥事「宇都宮興禅寺刃傷事件」が起こり、これは後に江戸三大仇討ちと呼ばれる浄瑠璃坂の仇討にまで発展することになった。8月に奥平家は幕府より殉死禁制違反の咎から2万石減封の9万石の上で出羽山形藩に移封させられた。
この奥平家の転封は、それまで東北の外様雄藩を牽制する重要な役目を担っていた山形藩が、譜代大名の実質的左遷地になる始まりだった。所領が大幅に減少したのもそのためである。
さて、奥平昌能が入部するにあたっては2万石の減封のために家臣の知行も減知された。また小藩になったのに山形城自体は大藩最上家時代のままを継承しているため、維持費や管理費だけでも大変だった上、奥平家臣の中には他家に移ったり浪人する者が多かったという。また山形藩は領知高の割に収益が少なかったことも、財政難の一因となる。移封の原因となった昌能は寛文12年（1672年）に死去し、実妹の子すなわち甥で養子の昌章が跡を継いだ。昌章は藩主になったときは5歳の幼年のため、山形に初入国したのは貞享元年（1684年）のことだった。昌章には文武の才能がほとんど無く、家臣にも優秀な人物がいなかったため山形は大いに荒廃したという。貞享2年（1685年）、奥平家は同じ石高で再び宇都宮藩へ転封となった。

### 堀田正仲
奥平家の後を受けて、下総古河藩より堀田正仲が入部した。正仲は第5代将軍徳川綱吉時代の大老正俊の子で、正俊は綱吉初期の政権を掌握して天和・貞享の治と称される幕政を行ったが、貞享元年（1684年）8月28日に江戸城において若年寄稲葉正休により刺殺された。このため、跡を継いだ正仲は懲罰として山形に左遷された。左遷されたと見る理由として、古河の堀田家は13万石だったが、山形では10万石に減封されている点なども上げられる。正仲は1年弱在封し、翌貞享3年（1686年）に陸奥福島藩に転封となった。

### 松平直矩（結城松平家）
堀田正仲の後、豊後日田藩7万石より松平直矩が10万石に加増移封されて入部する。直矩は以前に山形藩で15万石を領した松平直基の長男で、実際に山形に入部したのは元禄3年（1690年）であり、山形への結びつきは非常に薄い藩主だった。元禄5年（1692年）7月、直矩は5万石加増の15万石で陸奥国白河藩に転封された。

### 松平忠弘の再封と忠雅の襲封
代わって再び奥平松平家の松平忠弘が直矩と入れ替わりで山形に入部した。忠弘は下野宇都宮藩、陸奥白河藩と移封を重ねたが、白河藩主時代に白河騒動と呼ばれる家臣の紛争を起こして謹慎を命じられ、山形に左遷された。忠弘は山形に移った年に家督を孫の忠雅に譲って隠居している。忠雅は幼少のためもあり、実際に山形に入部したのは元禄12年（1699年）8月だった。忠雅は元禄13年（1700年）1月に備後福山藩に転じている。

### 堀田正虎・正春・正亮
奥平松平家の後、陸奥福島藩より堀田家が再び入部した。藩主はかつて山形藩主だった堀田正仲の双子の弟正虎である。正虎は農政に力を注いだが、幕府の元禄期における生類憐れみの令に絡んでの寺社造営や修復が盛んに行なわれて出費増大の一途を辿っており、堀田家の財政は福島藩主時代から正俊暗殺後の世評や所領削減などで苦しくて家臣の中には堀田家を辞する者も多かったし、家臣の知行から上米を行なっても返却されることはなく家臣は困窮したという。
正虎は享保13年（1728年）10月に大坂城代に任命されてまもなく急死。跡を継いだ養子の正春も在任2年、17歳で死去>。養子の正亮が跡を継いだ。正亮も大坂城代を務めたので、延享元年（1744年）に播磨・河内で4万石を与えられる代わりに出羽村山郡の4万石は収公された。
延享3年（1746年）5月、正亮は老中に抜擢されたため同じ10万石の石高で下総国佐倉藩に転封した。堀田家は3代46年間と山形藩では2番目に長い期間在封した。この際、柏倉4万石が佐倉藩の飛び地（柏倉陣屋）として廃藩置県まで残った。

### 松平乗佑（大給松平家）
堀田正亮と入れ替わりで、松平乗佑が下総佐倉7万石から1万石減封された6万石で入部した。乗佑の父は第8代将軍徳川吉宗の享保の改革の下で勝手掛老中として活躍した乗邑である。乗邑は吉宗の後継者として言語不明瞭な家重より聡明な弟である宗武を推していたため家重から非常に疎まれており、延享2年（1745年）に吉宗が隠居して家重が第9代将軍に就任すると、たちまち家重の報復を受けて同年10月には老中罷免の上隠居を命じられ、家督を継いだ乗佑もこの処分により山形に移されたのである。
乗佑は18年間、山形藩主の地位にあったが実際に山形にいたのは1年足らずだったため、山形城は櫓や城門がかなり荒廃した。また財政難から宝暦2年（1752年）に地子銭（城下町の町屋敷や土地に課される年貢）の復活を図るが、町年寄の激しい反対で失敗し、その上に宝暦5年（1755年）に大凶作で打ちこわしが起きて、藩政は混乱した。
明和元年（1764年）6月、乗佑は三河西尾藩に転封となった。

### 秋元家と水野家
3年間公儀御料（会津藩預かり）となり、明和4年（1767年）に秋元家が入部、4代78年間と最も長く在封した。弘化2年（1845年）上野国館林藩に転封し、その際に漆山に4万6千石が館林藩領（漆山陣屋）として廃藩置県まで残る。
最終的に同年に遠江国浜松藩より水野家が入部し明治維新を迎えた。水野家は、天保の改革に失敗した水野忠邦が失脚したことによって、子の忠精が山形藩に左遷されたものだった。
幕末に山形藩は、周辺の米沢藩、仙台藩などとともに奥羽越列藩同盟に加わったが、同盟の主要な藩が降伏するなか山形藩も慶応4年9月17日（1868年11月1日）に新政府軍に降伏。2代藩主・忠弘は時に13歳と若年だったため、分家出身で当時26歳の家老・水野元宣が一切の責任を負って処刑された。明治3年（1870年）近江国朝日山藩に5万石で転封、以後は明治政府直轄の天領となったため、ここに山形藩は終焉した。

## 文化
領主が頻繁に入れ替わり、領地も歴代領主の飛び地領などが入り組んで石高が減少するなど、大藩のような城下町的な文化は育たなかったが、山形は商業都市として発展した。紅花・漆・青麻の全国的な集散地として、また東日本一帯から多くの参拝者を集めた出羽三山参詣の基地として繁栄した。
最上義光の行った城下町の整備（城郭については最上氏改易以降、長年の改修の怠りもあって廃れていった）や、庄内地方の開墾、最上川の開削工事などのインフラ整備は、最上川の水運を一層盛んなものとし、後の時代の酒田を起点とした西廻り航路、東周り航路などが整備されるきっかけとなった。多くの山形商人が紅花や米を運び、上方から様々な文化を山形藩に届けた。現在の山形市には、この当時の山形商人が創業した老舗商店が残っている。

## 歴代藩主

### 最上家
外様 57万石 （1600年 - 1622年）
1. 義光（よしあき）〔従四位上・出羽守、左近衛権少将〕
2. 家親（いえちか）〔従四位・駿河守、侍従〕
3. 義俊（よしとし）〔官位官職なし〕

### 鳥居家
譜代 22万石→24万石 （1622年 - 1636年）
1. 忠政（ただまさ） 石高直しにより22万石→24万石
2. 忠恒（ただつね）

官位官職は共に従四位下・左京亮

### 保科家
親藩 20万石 （1636年 - 1643年）
1. 正之（まさゆき）〔正四位下・肥後守、左近衛中将〕

### 結城松平家
親藩 15万石 （1644年 - 1648年） 
1. 直基（なおもと）〔従四位下・大和守、侍従〕

### 奥平松平家
親藩 15万石 （1648年 - 1668年）
1. 忠弘（ただひろ）〔従四位下・下総守、侍従〕

### 奥平家
譜代 9万石 （1668年 - 1685年）
1. 昌能（まさよし）〔従五位下・大膳亮〕
2. 昌章（まさあきら）〔従五位下・美作守〕

### 堀田家
譜代 10万石 （1685年 - 1686年）
1. 正仲（まさなか）〔従四位下・下総守〕

### 結城松平家
親藩 9万石 （1686年 - 1692年）
1. 直矩（なおのり）〔従四位下・大和守、侍従〕

### 奥平松平家
親藩 10万石 （1692年 - 1700年）
1. 忠弘（ただひろ）〔従四位下・下総守、侍従〕
2. 忠雅（ただまさ）〔従五位下・下総守〕

### 堀田家
譜代 10万石 （1700年 - 1746年）
1. 正虎（まさとら）〔従四位下・伊豆守〕
2. 正春（まさはる）〔従四位下・相模守〕
3. 正亮（まさすけ）〔従四位下・相模守、侍従〕

### 大給松平家
譜代 6万石 （1746年 - 1764年）
1. 乗佑（のりすけ）〔従五位下・和泉守〕

### 公儀御料
（1764年 - 1767年）

### 秋元家
譜代 6万石 （1767年 - 1845年）
1. 凉朝（すけとも）〔従四位下・但馬守〕
2. 永朝（つねとも）〔従四位下・但馬守〕
3. 久朝（ひさとも）〔従五位下・但馬守〕
4. 志朝（ゆきとも）〔従五位下・但馬守〕

### 水野家
譜代 5万石 （1845年 - 1870年）
1. 忠精（ただきよ）〔従四位下・和泉守、侍従〕
2. 忠弘（ただひろ）〔従四位・和泉守〕

### 天領
（1870年 - 1871年 廃藩置県）

## 大森藩
大森藩（おおもりはん）は、近江国蒲生郡大森（滋賀県東近江市）に陣屋を構え、江戸時代前期に存在した外様大名の藩。
元和8年（1622年）お家騒動により改易された最上義俊が蒲生郡・愛知郡・甲賀郡、三河国内に1万石を与えられ立藩した。義俊は寛永8年11月22日（1632年1月13日）に数え27歳で死去した。翌寛永9年（1632年）家督を継いだ嗣子・義智はわずか1歳だったため知行地を蒲生郡周辺に半減され、5千石の交代寄合となったため廃藩となった。その後、最上家はこの地で交代寄合として明治維新まで存続した。

## 朝日山藩
朝日山藩（あさひやまはん）は、近江国浅井郡朝日山（現・滋賀県長浜市）に、明治3年7月17日（1870年8月13日）から明治4年7月14日（1871年8月29日）の廃藩置県までのほぼ1年間存在した藩。奥羽越列藩同盟に与して新政府軍に敗れ降伏した山形藩知事・水野忠弘が同じ5万石をもってここに移された。廃藩置県の後、朝日山県となる。長浜県・犬上県を経て滋賀県に編入された。
水野家は明治2年（1869年）の版籍奉還と同時に華族に列し、明治17年（1884年）に子爵を授爵した。

## 幕末の領地

### 山形藩
- 出羽国（羽前国）
  - 村山郡のうち - 51村（第1次酒田県に編入）
- 近江国
  - 坂田郡のうち - 9村（大津県に編入）
  - 浅井郡のうち - 10村（朝日山藩に引き継がれる）

### 朝日山藩
- 近江国
  - 浅井郡のうち - 79村（山形藩領10村、公儀御料34村、旗本領14村、郡山藩領14村、彦根藩領10村、淀藩領9村、豊橋藩領6村、膳所藩領5村、山上藩領1村より。なお相給もあるため村数の合計は一致しない）

なお、廃藩置県の段階で最上家の所領（旧大森藩）は近江国甲賀郡（2村）、愛知郡（7村）、蒲生郡（1村）に存在し、全域が大津県に編入された。